# Claude Vancoillie
Claude Vancoillie, parfois orthographié Claude Van Coillie, né à Menin le 7 août 1954 et mort à Mouscron le 15 octobre 2010, est un cycliste handisport, homme politique, directeur sportif belge. Il était directeur sportif de l'équipe Landbouwkriediet depuis 2004.

## Biographie
Claude Vancoillie est né dans le nord-ouest de la Belgique près de la frontière française. Amputé d'une jambe dans sa jeunesse, il est 
champion du monde paralympique en 1986 en catégorie LC2. Il court également aux Jeux paralympiques en 1988. Il met fin à sa carrière au début des années 1990.
Il devient directeur sportif dans l'équipe Vlaanderen 2002 qui fait courir des jeunes coureurs flamands. L'équipe accède à la seconde division avant de fusionner en 2004 avec l'équipe Chocolat-Jacques. Vancoillie part chez Landbouwkrediet-Colnago, dirigée par Gérard Bulens. Il y occupe le poste de directeur sportif jusqu'à la fin de la saison 2010, ne pouvant alors plus occuper le poste à cause de la maladie qui le ronge[réf. nécessaire]. Il décède finalement de cette maladie le 15 octobre 2010 à Mouscron.
Il a occupé également le poste de président du CPAS de Menin dans la province de Flandre-Occidentale depuis 2000.

## Palmarès
- 1986 : Champion du monde de course en ligne handisport catégorie LC2